# Свети Николай (Мечкуевци)
„Свети Николай“ или „Свети Никола“ (на македонска литературна норма: „Свети Никола“) е възрожденска православна църква в светиниколското село Мечкуевци, източната част на Република Македония. Част е от Брегалнишката епархия на Македонската православна църква – Охридска архиепископия. Църквата е построена в 1846 година и е изписана от кратовски майстори. Преосветена е от митрополит Иларион Брегалнишки в 2011 година.